# Volleybalvereniging Pollux
Il Volleybalvereniging Pollux è una società pallavolistica femminile olandese, con sede a Oldenzaal: milita nel campionato olandese di 3e Klasse.

## Palmarès
- Campionato olandese: 5

1997-98, 1998-99, 2000-01, 2001-02, 2002-03
- Coppa dei Paesi Bassi: 3

1997-98, 2000-01, 2002-03
- Supercoppa olandese: 4

1999, 2000, 2001, 2002